# Leptoplana chloranota
Leptoplana chloranota är en plattmaskart. Leptoplana chloranota ingår i släktet Leptoplana och familjen Leptoplanidae. Inga underarter finns listade i Catalogue of Life.